# Terminal (robòtica)

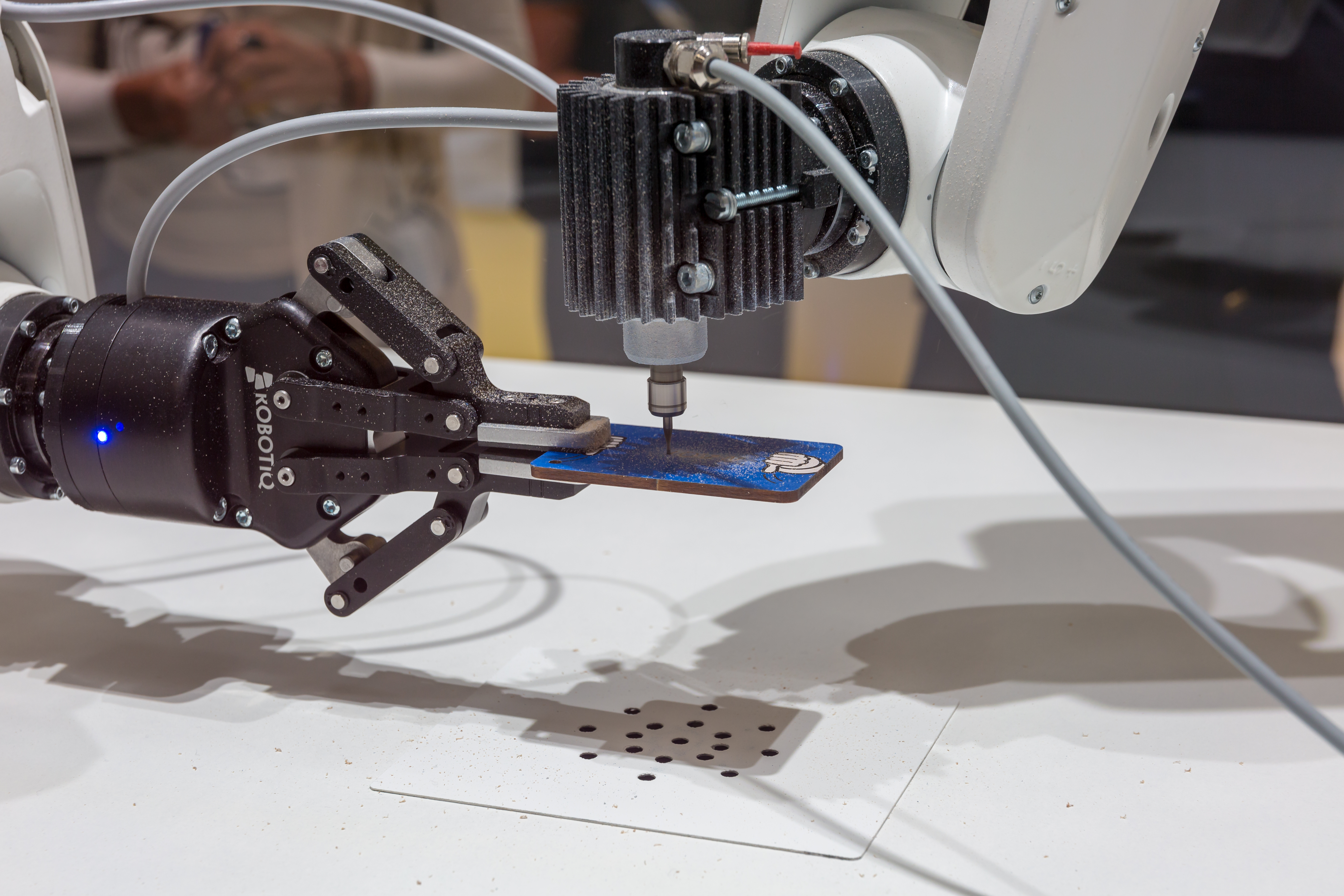
Detall de dos terminals de robots industrials, una pinça i un trepant, fent un gravat.

Un terminal, en anglès end effector, és el dispositiu que es fixa al final d'un robot industrial, permetent desenvolupar una tasca específica.
En molts sistemes els terminals són simples pinces que es tanquen al voltant d'un objecte i permeten agafar-lo i manipular-lo. Tot i això poden ser molt més complexos, imitant morfologies animals o tenint diferents dits amb múltiples juntes. Altres terminals són eines especialitzades que serveixen per a tasques molt concretes. En tots els casos la subjecció és molt important, especialment quan s'hi aplica una força, i també la connexió amb l'ordinador del robot, que és l'encarregat de controlar el terminal.
Tot i que els terminals poden ser subministrats per l'empresa fabricant sovint també es poden dissenyar a mida per la tasca que han de realitzar.

## Pinces
Els terminals de tipus pinça serveixen per agafar peces i són molt comuns. Poden ser mecàniques, magnètiques, adhesives, de buit o inflables.

### Pinces mecàniques
La majoria de les pinces són mecàniques i generalment poden aixecar objectes de fins a 5 kg, tot i que n'hi ha que en poden aguantar més sent més cares. Per no fer servir més força de la necessària, es poden afegir sensors de força, i per facilitar la localització dels objectes també es poden fer servir sensors de temperatura.
Segons Holzbock hi ha sis tipus bàsics de pinça. Encara que rarament cap terminal en tingui més d'un tipus, la pinça ideal hauria de ser capaç de fer totes les subjeccions següents:
1. Esfèrica, per agafar boles.

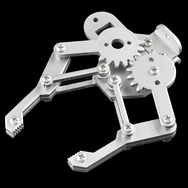
Un end effector de pinça mecànica amb 2 superfícies de contacte (pinces) lateral.

2. Cilíndrica, per agafar tubs o cables.
3. Boqueta (tip), per agafar peces petites.
4. Ganxo, per agafar objectes amb mànec.
5. Plana, per aixecar objectes plans des de sota.
6. Lateral, per agafar objectes plans des del costat.

També s'hi pot afegir el tipus mà, per agafar i usar objectes com bolígrafs. Sovint les pinces tenen formes determinades per afavorir que s'agafi l'objecte i evitar la possibilitat que rellisqui, que és especialment fàcil que passi a altes velocitats.
La quantitat de força que una pinça mecànica ha de fer per subjectar un objecte, sense que rellisqui, depèn de diferents factors. Groover va desenvolupar una fórmula, que negligeix l'acceleració de l'objecte:
{\displaystyle F_{g}={\frac {W}{\mu N_{f}}}}
On {\displaystyle F_{g}} és la força que ha de fer la pinça, {\displaystyle W} és el pes de l'objecte a subjectar, {\displaystyle \mu } és el coeficient de fricció i {\displaystyle N_{f}} és el nombre de superfícies que subjecten, generalment dues.
Generalment aquest valor s'ha de multiplicar per un valor d'entre 1 i 3 per compensar que no s'ha tingut en compte l'acceleració, depenent de la direcció de l'acceleració en comparació amb la direcció de la gravetat. També se sol aplicar un factor de seguretat del 50% per tenir en compte condicions en les quals l'objecte tingui un component de rotació, en el qual el centre de massa no és al punt on la pinça agafa. En cas que la transmissió fins a les pinces tingui engranatges també s'ha de tenir en compte.

### Pinces de buit

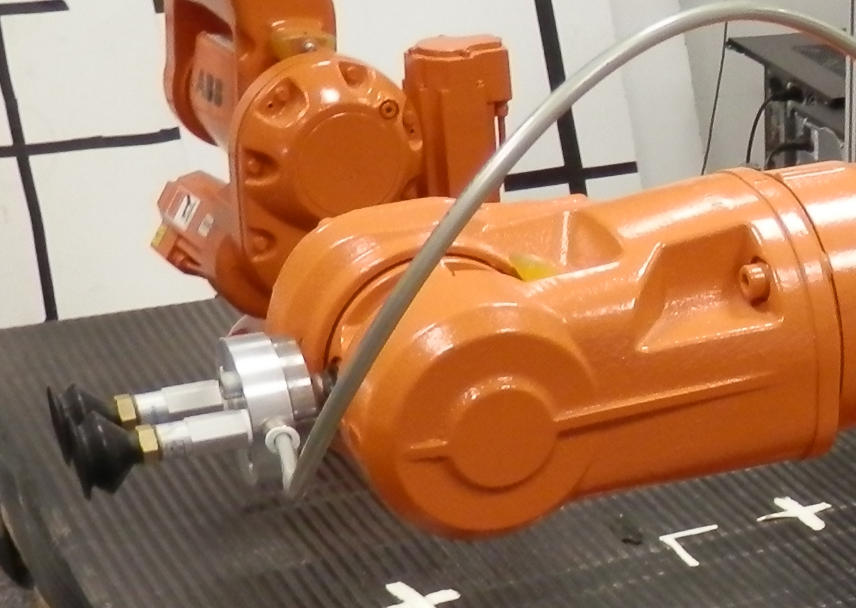
Un end effector de buit muntat a un robot articulat. La part metàl·lica està connectada a un circuit pneumàtic que fa el buit a la zona de la ventosa negra, permetent agafar objectes.

Les pinces de buit necessiten un compressor o una connexió a un tub de Venturi per generar el buit i poder agafar els objectes. Aquestes pinces són especialment adequades per a certs materials com vidres o planxes. La força d'aixecament, en aquest cas, es pot trobar amb la següent fórmula:
{\displaystyle F=P\cdot A}
On {\displaystyle F} és la força que fa la pinça, {\displaystyle P} és la pressió negativa de succió en newtons dividit metre quadrat i {\displaystyle A} és la superfície efectiva en metres quadrats.
Qualsevol entrada d'aire a les ventoses s'ha d'evitar, ja que es perd bona part de la subjecció i pot comportar una possible caiguda i trencament de l'objecte.

### Pinces electromagnètiques
Les pinces electromagnètiques s'usen quan s'han de moure grans materials de ferrita que estan aïllats d'altres materials magnètics.
Hi ha una gran varietat de forces d'aixecament disponibles: ~ 200 kg (450 lliures), 300 kg (600 lliures) i 500 kg (1.100 lliures). La força de subjecció s'ha de considerar amb compte perquè sovint les dades estan en condicions de laboratori i no extrapolables a condicions de fabricació industrial.
També s'ha de considerar que el subministrament d'energia ha de ser constant o sinó la peça podria caure provocant un accident laboral.

## Eines
L'altre gran grup són els terminals de tipus eina que es fan servir quan no es necessita agafar objectes sinó fer tasques concretes. És habitual que els robots puguin canviar fàcilment d'eina per realitzar diferents processos productius. Els tipus d'eina més habituals són:
- Soldadura per punts.
- Pistola de pintura.
- Soldadura per arc.
- Trepant.

En qualsevol dels casos l'actuació de l'eina ha d'estar coordinada amb la del robot industrial, de forma semblant com es faria amb una pinça.

## Posicionament i orientació
En general, la posició i orientació d'un terminal es pot representar amb un vector t de sis components en el qual els tres primers indiquen la posició en l'espai i els tres darrers components indiquen l'orientació, per exemple usant angles d'Euler.
{\displaystyle t=[p_{x},p_{y},p_{z},\alpha ,\beta ,\gamma ]}